# Попытка преступления
«Попытка преступления» или «Репетиция преступления» (Ensayo de un Crimen) — чёрная комедия Луиса Бюнюэля по мотивам пьесы Родольфо Усигли, завершающая период его работы в коммерческом мексиканском кино (1955). Эрнесто Алонсо играет Архибальдо де ла Круса — состоятельного, но одинокого мексиканца, который верит во всемогущество своих мыслей, воображая себя серийным убийцей.

## Сюжет
Во время Мексиканской революции прекрасная гувернантка рассказала юному Архибальдо выдуманную ею историю о том, как его музыкальная шкатулка некогда использовалась злым королём, чтобы мыслями насылать смерть на своих врагов. Архибальдо пожелал смерти гувернантки — и влетевшая с уличной перестрелки в окно шальная пуля пронзила ей шею. Девушка упала замертво, а её юбка задралась, непристойно обнажая красивые бедра.
Секс, смерть, фетиш музыкальной шкатулки и вера во всемогущество мыслей — это сочетание глубоко засело в сознании Архибальдо. Повзрослев, он не раз пытался воскресить этот волшебный миг. Музыкальная шкатулка превратилась в фетиш и с каждым днём всё больше предопределяла его поступки. Ещё четыре женщины «пали жертвами» его тёмных мыслей и фантазий. Чувство вины заставило Архибальдо признаться в своих крамольных замыслах инспектору полиции. Однако тот выставил его за дверь, заявив о том, что желать смерти кому-либо — это ещё не преступление.
В финале Архибальдо осознаёт, что может невозбранно наслаждаться своими сексуальными фантазиями, однако принимает волевое решение покончить с фетишизмом, избавиться от груза прошлого и начать новую жизнь, что противоречит известному изречению Бунюэля: «Именно воспоминания придают нам единство личности, разум, чувства, предопределяют наши поступки. Без памяти мы ничто».

## Аллюзии
Основная тема фильма — вера ребёнка в своё всемогущество — получила дальнейшее развитие у Карлоса Сауры, ученика Бунюэля, в картине «Выкорми ворона» (1976). «Попытка преступления» — один из любимых фильмов Педро Альмодовара. Кадры из мексиканской ленты неоднократно мелькают в его фильме «Живая плоть» (1997). Альмодовар вспоминает по этому поводу, что во время съёмок сожжения манекена в печи Бунюэль чередовал кадры манекена и лица актрисы Мирославы Штерн. Не успели закончиться съёмки, как Мирослава покончила с собой и её тело было кремировано. Сам Бунюэль в автобиографии отметил жуткую рифму между фильмом и судьбой актрисы.